# Jaws (spot de surf)
Pour les articles homonymes, voir Jaws.
Jaws est une célèbre plage de Peahi, sur la côte nord de l'île de Maui, dans l'archipel de Hawaï (océan Pacifique). Elle se trouve entre les bornes du 13e et 14e miles sur Hāna Highway, au pied des collines plantées de canne à sucre.
Cette plage est appelée "Jaws" (mâchoire en anglais) du fait de la taille et de la férocité de ses vagues, qui peuvent se déplacer jusqu'à 48 kilomètres à l'heure lorsque les conditions climatiques sont réunies, le plus souvent entre décembre et février. Jaws a permis l'établissement de nouveaux records en termes de hauteur de vague (aux alentours de 24 mètres en période de grosse houle). On retrouve la vague chaque année dans le Billabong XXL (en), qui récompense les surfeurs ayant ridé les plus grosses vagues sur une période de 1 an.
Il existe de nombreux autres spots de surf avec des vagues de hauteur identique, mais Jaws reste particulièrement réputée pour sa qualité.
Particulièrement popularisé par le Surfiste de grosse vague Laird Hamilton, ce spot de hauts fonds a permis le développement d'une nouvelle technique de surf pour pouvoir rider des vagues trop grosses pour être prises en ramant : le surf tracté (tow in).
Pour résister à la dangerosité du wipe out (chute), une condition physique parfaite est nécessaire. Selon Flea Virostko (en), tomber d'une vague de plus de 6 mètres équivaut à faire des abdos avec 90 kilos sur le torse. De nombreux accidents se sont produits sur cette vague mais aucun mort n'a encore été recensé, probablement grâce aux mesures de sécurité prises par les big wave surfeurs.
Pour surfer cette vague, il est nécessaire de disposer d'un gilet de sauvetage, d'un jet ski et d'une corde de ski nautique. De plus une bonne coordination entre pilote du jet ski et big wave rider est essentielle.